# Farleigh House

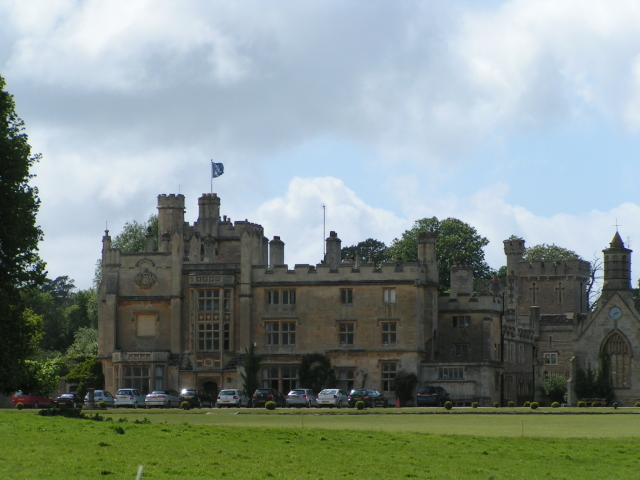
Farleigh House

Farleigh House, auch Farleigh Castle, manchmal auch Farleigh New Castle, ist ein großes Landhaus in der englischen Grafschaft Somerset. Dieses frühere Zentrum des Anwesens Farleigh Hungerford wurde hauptsächlich aus den Bausteinen des nahegelegenen, ehemaligen Farleigh Hungerford Castle errichtet. English Heritage hat es als historisches Gebäude II. Grades gelistet.
Farleigh House wurde im 18. und 19. Jahrhundert erbaut und erweitert und diente als Zentrum des Landanwesens, bis 1899 das der Familie Houlton und dann anderer Eignerfamilien. 1970 wurde das Haus verkauft und eine Vorschule namens Ravenscroft School wurde dort untergebracht. Nachdem diese Schule 1996 geschlossen worden war, wurde das Haus von den letzten Besitzern bis 2001 an das neue Farleigh College verpachtet. Dann wurde es an Inspecs einen Hersteller optischer Instrumente, verkauft. Im Jahre 2010 pachtete es der Bath Rugby Club für 99 Jahre als Hauptniederlassung und Trainingszentrum.

## Die Familie Houlton
Das Haus wurde größtenteils aus Bausteinen errichtet, die von der Ruine des mittelalterlichen Farleigh Hungerford Castle stammten. Ein Tuchmacher aus Trowbridge namens Joseph Houlton kaufte das Anwesen von Farleigh Hungerford 1702 und sein Sohn, Joseph Houlton der Jüngere, lebte auf der Church Farm auf dem Anwesen. Er baute dieses alte Giebelhaus komplett in Farleigh House, ein bescheidenes Herrenhaus, komplett mit einem 49 Hektar großen Rehpark, um. 1806 erbte Colonel John Houlton das Anwesen. Er ließ das Haus vergrößern und im damals modernen neugotischen Stil umbauen, wofür er £ 40.000 ausgab. Er ließ das Haupthaus erweitern, eine Kapelle und ein Treibhaus sowie Gewächshäuser, Stallungen und sechs Lodges anbauen. Der größte Teil des heute erhaltenen Hauses stammt aus dieser Zeit. Eine der Lodges namens Castle Lodge ist heute das Bath Lodge Hotel.
Die Familie Houlton blieb bis 1899 in Farleigh Hungerford; dann starb Sir Edward Houlton ohne männliche Nachkommen.

## Spätere Besitzer
Das Anwesen wurde 1906 an Lord Cairns verkauft und ging später durch mehrere Hände. In den 1950er- und 1960er-Jahren gehörte Farleigh House und sein Anwesen der Familie Hely-Hutchinson einer Nebenlinie der Earls of Donoughmore.

## Ravenscroft School
1970 wurden das Haupthaus und eine Reihe von Bauernhäusern an Mr John F. R. Gillam, den Rektor und Eigentümer der Ravenscroft School, verkauft, die früher in Beckington Castle untergebracht war. Um 1980 kaufte John Gillam ebenfalls einen großen Teil des Anwesens Farleigh Hungerford. Im Juli 1996 wurde die Ravenscroft School geschlossen und das Haus an das Farleigh College, eine Förderschule für Kinder mit Autismus, Asperger-Syndrom oder Legasthenie, verpachtet, die aber später in ein neues Haus in Mells umzog. Die Familie Gillam blieb bis 2002 Besitzer des Hauses und verkaufte es dann an einen Hersteller optischer Geräte namens Inspecs als künftiges Hauptquartier.

## Inspecs
2002 kaufte die Firma Inspecs von Robin Torrerman und Chris Smith Haus und Anwesen und führte den alten Namen Farleigh House wieder ein. Sie blieben dort acht Jahre und investierten eine bedeutende Geldsumme in die Renovierung des Hauses. Das Landhaus wurde in dieser Zeit vollständig restauriert, auch das flache Bleidach wurde erneuert. Einen befestigten Wohnturm aus dem Mittelalter namens Drakes ließ man ebenfalls renovieren und rettete ihn so vor dem Verfall. Heute heißt er Tower House oder Castle Court. Der Immobilienverwalter David Reed, Bruder des früheren Schauspielers Oliver Reed, führte ebenfalls umfangreiche Arbeiten zur Restaurierung der alten formellen Gärten durch.

## Bath Rugby Club
Im April 2010 kündigte man an, dass Bruce Craig, ein Geschäftsmann aus der Gegend, Farleigh House für 99 Jahre als Verwaltungssitz des Bath Rugby Club nach seiner Aufnahme in diesen Club gepachtet hatte. Das Haus ist heute das Trainingszentrum des Clubs. Auf dem Anwesen finden sich heute zwei künstliche Rugbyfelder und ein Allwetterspielfeld.